# ヴィクトリア (戦艦)
|            | |
| 艦歴       | |
| 起工       | 1885年6月13日 |
| 進水       | 1887年4月9日 |
| 竣工       | 1890年3月19日 |
| その後     | 1893年6月22日にトリポリ沖で沈没 |
| 性能諸元   | |
| 排水量     | 常備:10,470トン |
| 全長       | 110.6 m |
| 全幅       | 21.3 m |
| 吃水       | 8.7 m |
| 機関       | 円缶8基 レシプロ2基2軸 14,244 馬力 |
| 速力       | 17.3ノット |
| 燃料搭載量 | 石炭1,000トン |
| 航続力     | 10ノットで7,000海里 |
| 乗員       | 550名 |
| 兵装       | 41.3cm連装砲 1基 25.4cm単装砲 1基 15.2cm単装砲 12基 5.7cm単装砲12基 4.7cmm単装砲 9基 356mm魚雷発射管 4門（水上2、水中2）、同落射機 2門 |

ヴィクトリア (HMS Victoria) は、イギリス海軍の戦艦。ヴィクトリア級戦艦のネームシップ。ヴィクトリアはイギリス海軍で初めて三段膨張式蒸気機関で推進される戦艦であったとともに、発電機を駆動するために蒸気タービンを備えた初めてのイギリス軍艦でもあった。

## 艦歴
1890年3月竣工。当初は「レナウン」と命名されることになっていたが、進水がたまたまヴィクトリア女王（在位1837年 - 1901年）の在位50周年の年に行われたため「ヴィクトリア」という名前に変更された。
1893年6月22日、地中海艦隊の旗艦としてレバノンのトリポリ沖で演習中、戦艦キャンパーダウンと衝突、その衝角で艦腹を破られ短時間で沈没した。地中海艦隊司令長官サー・ジョージ・トライオン中将を含む358人が犠牲となった。生存者の中には、後に第一次世界大戦のユトランド沖海戦時のイギリス艦隊司令長官を務めることになるジョン・ジェリコー提督も含まれていた。

## 衝突事故

### 背景
イギリスの地中海艦隊は、その当時世界で最も強力な艦隊の1つであった。イギリス海軍は、地中海を英国本土とインドを結ぶ最重要のルートと見なし、フランスとイタリアの海軍の脅威に対抗するため、最も有力な艦を集中させていた。そして1893年6月22日、艦隊の大部分を構成する11隻の装甲艦（8隻の戦艦と3隻の大型巡洋艦）は、シリア（現レバノン）のトリポリ沖で毎年の夏期演習を行っていた。
地中海艦隊司令長官トライオン中将は、規律に厳格な指揮官であり、麾下の艦隊を規律正しく効率的に保つ最高の手段は艦隊運動訓練の繰り返しであると考えていた。そして実際に彼は自らの艦隊を大胆かつ自在に動かす指揮官との評判を勝ち得ていた。無線通信が発明されていなかった当時、艦隊運動は信号旗により伝達されたが、彼の特色は、複雑な操作をほんの少しの単純な信号によって指示できるようにした新しいシステム（「TAシステム」と称した）であり、その下で彼の艦隊の艦長たちは主体的な判断を求められていた。しかし、トラファルガーの海戦から数十年にわたって大きな海戦のない時代が続いたことでその主体的な判断力は弱められており、また、ネルソン提督を神格化した権威主義的な海軍においては、ネルソンがそれを重んじていたにも関わらず歓迎されざる特質となっていた。無口で気難しい指揮官であったトライオンは、部下である従順な士官たちが予期せぬ出来事に対処できるよう訓練するために、自らの意図を事前に明かすことは避けていた。

### 回頭

ヴィクトリアの沈没までの経緯。
右列
1:ヴィクトリア（赤）
2:ナイル
3:ドレッドノート
4:インフレキシブル
5:コリングウッド
6:ファエトン
左列
7:キャンパーダウン（青）
8:エディンバラ
9:サンス・パレイル
10:エドガー
11:アンフィオン

トライオンは、第1戦隊を構成する6隻の戦列（左列）を率いて旗艦ヴィクトリアに座乗し、8ノットで前進していた。副将のヘイスティングス・マーカム少将は5隻からなる第2戦隊（右列）を率いて戦艦キャンパーダウンにあった（マーカムの通常の旗艦は戦艦トラファルガーだったが、修理中だった）。トライオンは、彼には珍しく、部下の士官と演習計画について事前に話し合っていた。それは、2つの艦隊を内側に180度逐次回頭させるというもので、これにより進行方向は逆になり、間隔は400ヤード（370m）まで狭まることになっていた。そしてこの隊形で数マイルを航行したのち、減速して90度一斉回頭して港に向かい、夜までに投錨する、という計画であった。それを聞いた士官たちは、その運動によって両戦隊は1,200ヤード（1,100m）ほど近づくため、両戦隊は少なくとも1,600ヤード（1,500m）離れていなければならない、と進言したが、実はそれでさえ安全のための余裕としては不十分だった。通常の艦の旋回半径を考慮すれば、操艦終了後に400ヤードの間隔を残すためには2,000ヤードの間隔が必要だったのである。トライオンは、士官の進言に対し8ケーブル（1,300m）の間隔の必要を認めたが、実際に戦隊に送られた信号は6ケーブル（1,000m）だった。彼の部下の士官のうち2人はその命令で良いのかどうか、おそるおそる質問したが、トライオンは無愛想にそれでよいと言った。
トライオンは8.8ノットへの増速を命じた後、15時頃に両戦列の全艦に対して内側への180度回頭して進路を反転させるよう命じる信号を送った。しかしながら、各艦の戦術的旋回半径は800ヤード（特別な操艦を行った場合には600ヤード）であり、間隔が1,600ヤード以下であった場合には衝突の危険があった。
命じようとした艦隊運動は、信号書にあらかじめ決められているものではなかったため、トライオンは2つの戦隊に次のような別個の命令を送った。
- 「第2戦隊は艦隊の序列を維持しつつ左舷に16点回頭せよ」（「16点」は32方位で180度に相当）
- 「第1戦隊は艦隊の序列を維持しつつ右舷に16点回頭せよ」

この「艦隊の序列を維持しつつ（preserving the order of the fleet）」というフレーズについて、艦隊運動の開始時点の右舷の戦列が、運動終了時にも右舷であることを意味している、とする見解がある。この見解は'The Royal Navy' Vol VIIの415から426ページに述べられており、それによれば、トライオンは1つの戦隊は外向きに回頭させるつもりだったことを示唆している、ということになる。
部下の何人かは、トライオンが何を計画しているかを知っていたにもかかわらず異議を唱えなかった。別の戦列の指揮を執っていたマーカムは危険な命令に戸惑い、受諾したことを示す信号の掲揚が遅れた。これに対してトライオンは「何を待っているのか？」という趣旨の信号を送った。指揮官による公然の非難にさらされたマーカムは、ただちに自らの戦隊に回頭の開始を命じた。後日、2隻の旗艦に乗っていた何人もの士官が、トライオンが土壇場になって新しい操艦を命じるものと予測し、期待していたと語った。

### 衝突

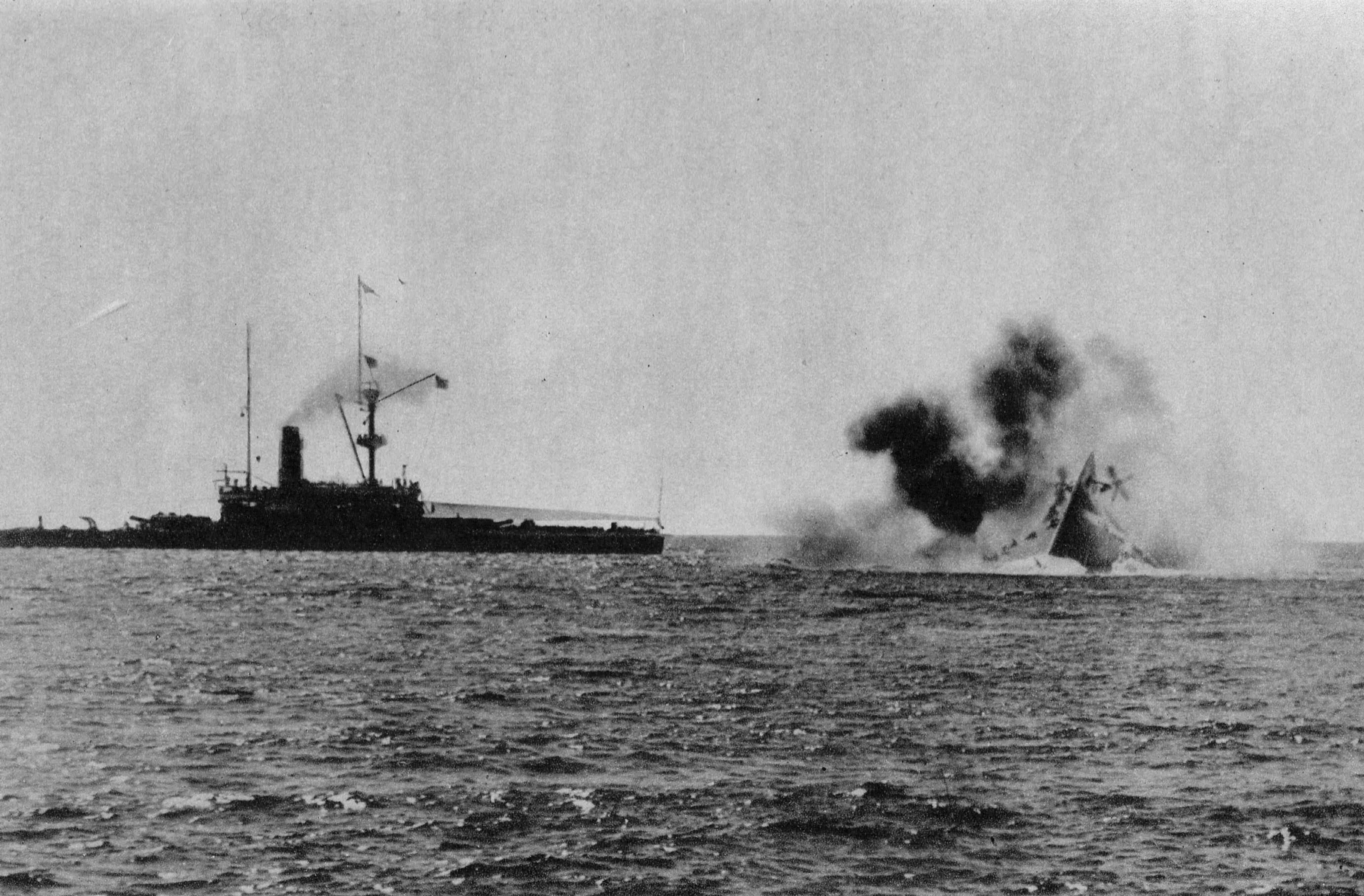
キャンパーダウンから撮影された沈没するヴィクトリア。後方の戦艦はヴィクトリアのすぐ後ろを航行していたナイル。

しかし、2つの戦列はお互いに向かって回頭をつづけた。衝突の直前になって両旗艦の艦長は起こってはいけないことが起ころうとしていることを知った。それにもかかわらず彼らは、まだ、衝突を防止する措置をとる許可を待っていた。ヴィクトリアの艦長モーリス・バークは、トライオンに機関に後進をかける許可を3度求めたが、そのたびにトライオンは聞いた素振りを見せるだけだったという。最後の瞬間になって、トライオンはマーカムに向かい、「後進だ、後進だ」と叫んだ。
両艦の艦長はその時にいたってようやくそれぞれの艦に後進を命じたが、手遅れであった。キャンパーダウンはヴィクトリアに衝突し、その衝角はヴィクトリアの左舷の水線下4mを貫き、船体内に3mも食い込んだ。命令された機関の後進は、衝角を引き抜き、防水扉が閉められる前に大量の海水をヴィクトリアの船体内に注ぎ込むことに役立っただけだった。
開口部は100平方フィート（9 m2）に及び、船首楼甲板は4分で水中に没した。そして5分後には、巨大な前部砲塔の基部も水面の高さに沈み、水が流れ込み始めた。ヴィクトリアは衝突の13分後に転覆し、その数分後にはボイラーが水蒸気爆発を起こして沈没してしまった。
キャンパーダウンも自らの衝角をほとんどねじり取られて、危険な状態だった。数百トンの水が艦首に浸水したが、乗組員たちは浸水を止めるためにメインデッキを横切る防水堰を作り、なんとか持ちこたえた。各戦列の2番目以降の各艦には回避措置をとる余裕があり、衝突を避けることができた。
乗組員のうち357人が救助され、358人が死亡した。トライオン自身は沈む船の艦橋にとどまったが、低い声で「すべて私の誤りだ（"It is all my fault"）」と呟いたのが聞かれている。今日では、必要な操船余地を考えるにあたって、トライオンが、90度回頭時と180度回頭時とを混同したのではないかと考えられている。前者の操作はずっと一般的で、必要な操船余地も少ないからである。事故後の現場の捜索で発見された遺体はわずか6体だった。

## 後日談

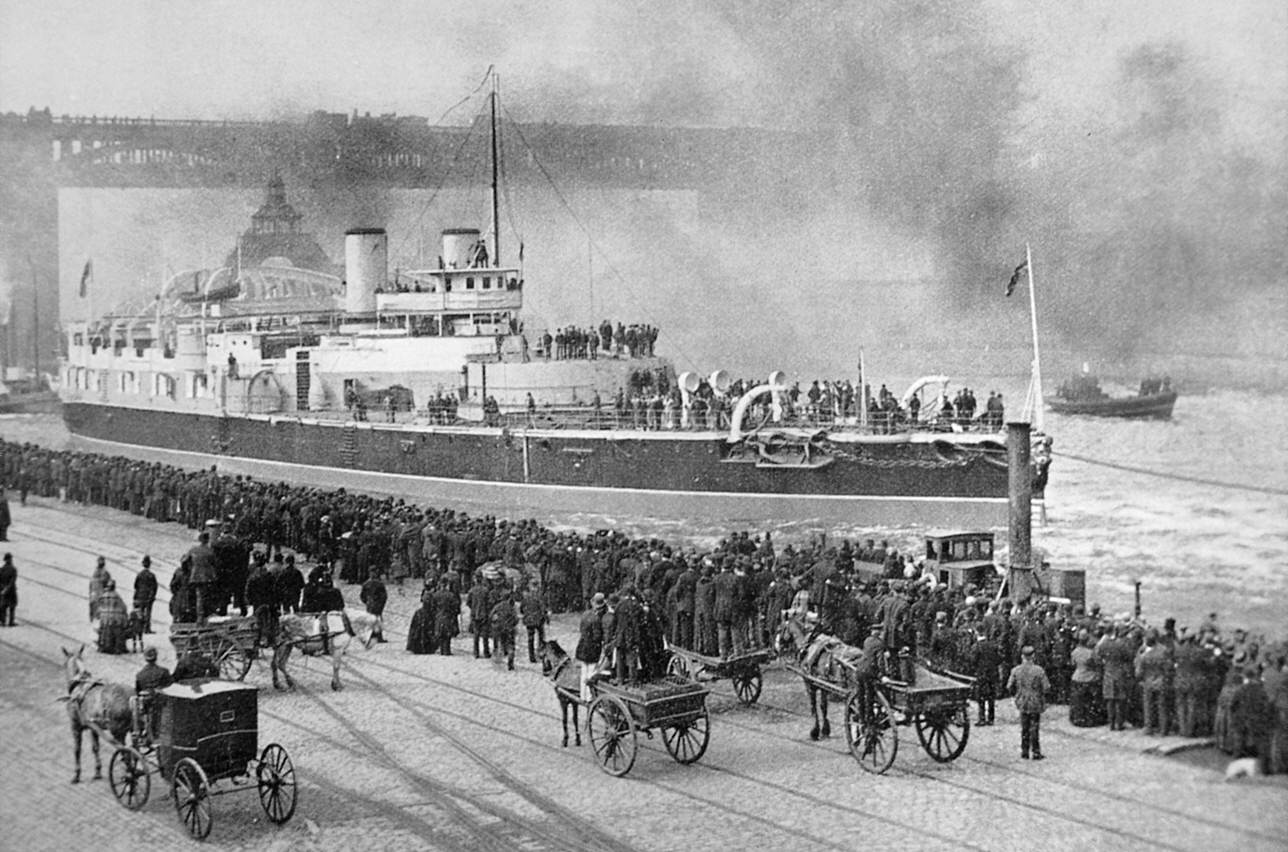
HMS ヴィクトリア（1888年）

この事故のニュースは、海軍がイギリス国民の最大の関心事であった当時、大きな物議を醸すとともに、民衆の心胆を寒からしめることとなった。
ヴィクトリア艦長のモーリス・バークの軍法会議は、マルタにある軍艦ハイバーニア艦上で開かれた。衝突時、水密扉が閉じられていれば船には何の危険もなかったことが確認された。衝突がトライオン提督の明白な命令に起因するものであり、またマーカム少将が「司令長官直々の命令を実行したことによって責任を負わされるというようなことは、軍の最重要の関心事にとって致命的なものとなろう」との懸念を表明したことによって、バークは潔白であるとされた。
トライオンのTAシステムは、ネルソン時代の主体的判断をヴィクトリア朝のイギリス海軍にとりもどそうという彼の試みとともに葬られた。事故当時、TAシステムは実際には用いられていなかったにもかかわらず、それに反対する保守派は、廃止に持ち込む理由として事故を利用した。
ヴィクトリアがキャンパーダウンと衝突したまさにその時、トライオンの妻はロンドンの邸宅で大きな社交パーティを催しており、そこでトライオン提督が階段を下っている姿を何人もの人に目撃された、という伝説がある。

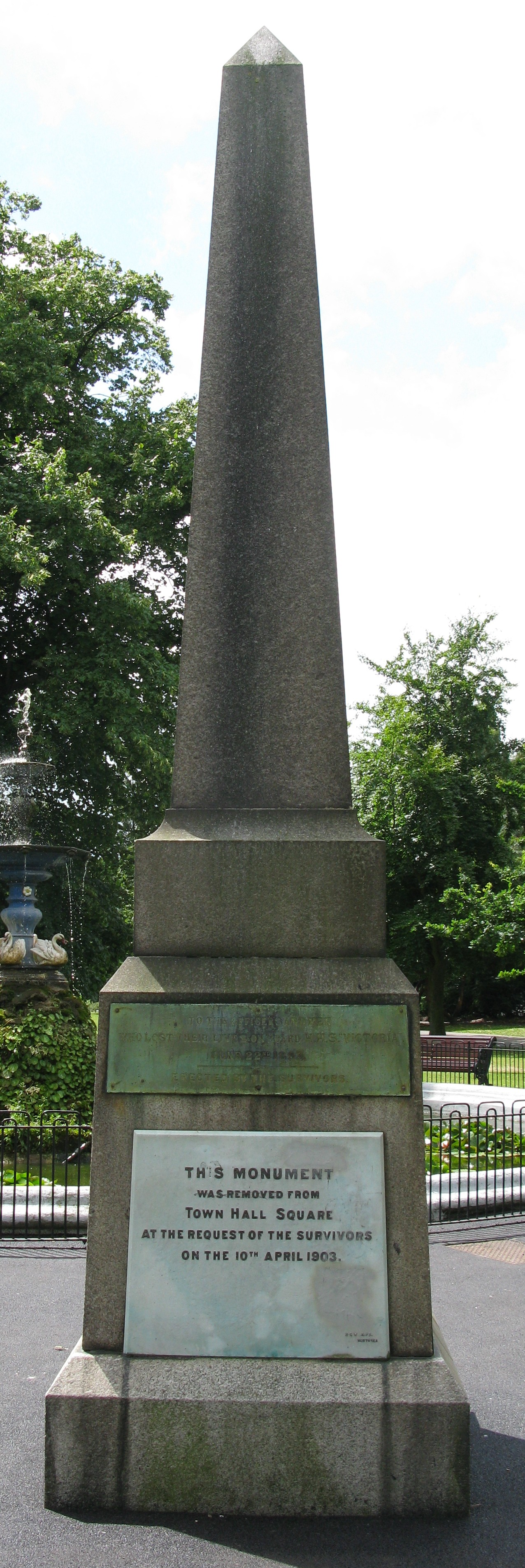
事故で亡くなった乗組員の記念碑（ヴィクトリア・パーク）

ポーツマスのヴィクトリア・パークには、事故で亡くなった乗組員の記念碑がある。当初は町の中心の広場にあったが、1903年に、生存者の要望でより保安の生き届いた公園に移設された。
ヴィクトリアが沈みゆく瞬間の実際の写真が残されており（上記参照）、何度も複写された。
事故の時、シカゴで開かれていたコロンビア世界博覧会にはヴィクトリアの縮小模型が展示され、人気を博していたが、死者への弔意として、その後は黒い布で覆われた。
8年に及ぶ捜索の結果、2004年8月22日、レバノンのダイバー、クリスチャン・フランシスにより、水深150メートルの海底でヴィクトリアの残骸が発見された。ヴィクトリアは艦首を30mも海底に突っ込んだ形で、船尾を真上に向けて直立していた。このような形で沈むことは、ロシアのモニター艦ルサルカなどにも例が見受けられる。この珍しい姿勢は、本艦が重い主砲塔を前部のみに装備していたことと、沈没当時まだ回転していたスクリューが、下向きの推進力を艦に与えたためと考えられている。
1949年の喜劇映画『カインド・ハート』はこの事故を風刺したものであり、アレック・ギネスが、自分の足元で船が沈んでいく間、艦橋に立って敬礼しつづける、もったいぶった滑稽な「ダスコイン提督」を演じた。しかしこれはこの災厄を風刺した最初のものではない。1893年、劇作家ウィリアム・S・ギルバートは、サヴォイ・オペラの『Utopia, Limited』のなかで、彼の過去作であるオペレッタ『H.M.S. Pinafore』で登場させたコーコラン海軍大佐（海軍大佐エドワード・コーコラン卿、K.C.B.として登場する）を、「ユートピア太平洋島王国」を近代化させるために派遣される「進歩の花」の一人という役柄で、再び登場させた。第一幕の歌のなかで、コーコランはイギリスの海軍力を豪語し、イギリスの水兵たちがいかに「船を座礁させたことがない」かについて誇る。「何が一度もないんだ？」「いや一度もない」というコーラスが（『H.M.S Pinafore』の演出同様）これに続き、歌はバツの悪そうなコーコランが「まぁ……ほとんどない！」と認めて終わる。